# أوبرا برلين الألمانية
أوبرا برلين الألمانية هي دار أوبرا تقع في منطقة برلين - شارلوتنبورغ في العاصمة الألمانية. وتتحمل القاعة 1865 مقعدًا مما يجعل دار أوبرا ثاني أكبر المسارح في الولاية، كما تضم دار الأوبرا شركة أوبرا تحمل نفس الاسم، فضلاً عن فرقة باليه برلين الوطنية.
منذ عام 2004 أصبحت أوبرا برلين الألمانية، مثل أوبرا برلين الحكومية وأوبرا برلين الكوميدية وأوبرا فرقة باليه برلين الوطنية وخدمة المسرح برلين (تصميم المسرح والأزياء) عضوا في مؤسسة أوبرا برلين.